# Замойский, Стефан Адам
Граф Стефан Адам Замойский (пол. Stefan Adam Zamoyski; 4 февраля 1904, Расево, Царство Польское, Российская империя — 27 октября 1976, Сан-Франциско, штат Калифорния, США) — польский аристократ и землевладелец, кавалерийский офицер, доктор права.

## Биография

### 1904—1939 гг.
Родился 4 февраля 1904 года в Расево, Царство Польское, Российская империя. Старший сын графа Владислава Здислава Замойского (1873—1944) и Марии Менжинской (1878—1956). Старшая сестра — графиня Эльжбета Замойская (1902 — ?), младшие братья — графы Анджей Зигмунд Замойский (1905—1964), Здислав Франтишек Замойский (1909—1942) и Владислава Игнацы Замойский (1914—1944).
В 1912 году Стефан Адам Замойский поступил в Пажеский корпус в Санкт-Петербурге, прерванный в 1915 (или 1916) по решению матери. С октября 1916 года по август 1922 года обучался в Англии, в католической средней школе — Даунсайд. Обучение в Даунсайде позволило ему получить отличные знания английского языка и глубокие знания Великобритании.
В 1922 году он вернулся в Польшу и поселился вместе с родителями в Кракове (ул. Батория, 17). Получил высшее юридическое образование в Ягеллонском университете (с 1922/1923 учебного года). Окончил в июне 1927 года со степенью и степенью магистра права. 9 июня 1931 года получил докторскую степень в области права, на основе докторской диссертации под названием «сельскохозяйственное самоуправление» (работа, изданная в 1931 году собственным тиражом издательским флигелем В. Л. Анчица и СП.).
В октябре 1924 года граф начал добровольцем службу в краковском 8-м уланском полку князя Юзефа Понятовского (повышение до старшего Улана 1 января 1925 года). С января по июль 1925 года проходил обучение в школе курсантов кавалерийского резерва док VII (сначала в Среме, а затем в Познанском Солуче и в Бидруске). По окончании курсантского училища "с целевым прогрессом « и четвёртым званием, 6 июля 1925 года получил повышение в звании взводного курсанта. С июля по сентябрь 1925 года продолжал службу в 8-м полку (в августе-сентябре участвовал в летних полевых учениях полка). После перерыва, связанного с учёбой, с июля по конец сентября 1926 г. продолжил службу в 8-м полку (1 августа 1926 г. произведен в чины вахмистра подхорунжего). 1 ноября 1926 года переведен в резерв. 9 июля 1928 года президент Польши назначил его в звании подпоручика со старшинством с 1 января 1927 года и 2-го. в офицерском корпусе кавалерийского резерва.
В 1928 году Стефан Адам Замойский возглавил земельное имение Высоцк (Высоцко), близ Ярославля-на-Сане (Львовская область) — собственность дяди Сигизмунда Замойского (1875—1931). После смерти дяди имение формально перешло в собственность Стефана Адама Замойского. Будучи хозяином Высоцка, он занимался восстановлением дворца, разрушенного в годы Первой мировой войны.
В 1929 году Стефан Адам Замойский женился на княгине Елизавете Бьянке Марии Констанции Чарторыйской (1 сентября 1905 — 18 сентября 1989), второй дочери князя Адама Людвика Чарторыйского (1872—1937), 1-го ордината на Синяве, и графини Людвики Марии Иоанны Юлии Красинской (1883—1958). Гражданский брак состоялся в Голухове, 15 июня, и венчание там же, 26 июня 1929 года. В качестве приданого за женой граф Замойский получил во владение деревню Едлец (Плешевский повет), вклад Елизаветы Замойской.
Замойский делил время между Высоцком и Едлецом. В 1932 году было учреждено знамя для 39-го стрелкового пехотного полка в Ярославле. Принимал активное участие в Союзе землян и был председателем совета банка Ярославля. Работал в сельском и территориальном самоуправлении. Предпринимал усилия на благо польской общины Адамполя. Супруги Замойские также занимались благотворительностью. Хозяйственной основой имений в Высоцке и Едльце было коневодство, так называемые ремонтные работы для армии, а также выращивание лошадей охотничьего и спортивного назначения.
Летом 1930 года граф Стефан Замойский прошёл упражнения резерва в 16-м полку великопольских уланов из Быдгощи, но надолго связал себя с 17-м полком великопольских уланов из Лешна (в частности, в 1932 году участвовал в летних учениях полка). В 1934 году в этой части получил звание лейтенанта кавалерийского резерва. В июле 1934 года он окончил 6-недельный первый информационно-разведывательный курс при Главном штабе для офицеров запаса. В звании лейтенанта он был повышен со старшинством с 1 января 1935 года в офицерском корпусе кавалерийского резерва. В 1936 году проходил, в рамках учений запаса, стажировку в самостоятельном информационном в штабе округа корпуса № 7. Согласно офицерскому списку военного состава, в штабе округа № 7 граф был назначен на должность начальника офицерского учреждения № 29 в Калише.

### 1939—1945 годы
24 августа 1939 года Стефан Адам Замойский был призван в рамках карточной мобилизации в армию, на должность заведующего ячейкой SRI DOK VII под кодовым названием BCZ 10 (то есть бюро иностранной цензуры № 10, относительно бюро цензуры для иностранной корреспонденции № 10). Около 10 сентября в Бресте-на-Буге, сдав прежние обязанности, был назначен в ячейку подполковника Станислава Бенья (заведующего отделом» Германия " Бюро исследований краевого отделения II штаба Верховного Главнокомандующего). Вместе с Верховным Командованием и непосредственным начальством он был эвакуирован на юго-восток страны.
На следующий день после советской агрессии, 18 сентября 1939 года, он пересек в Кутах польско-румынскую границу. 23 сентября он прибыл в Бухарест. С 1 по 2 октября провел в краевой (Крайовой) переговоры с интернированным маршалом Эдвардом Смиглы-Рыдзем. В них он выступал в роли посредника между политическими силами и интернированным маршалом. Возможно, одной из целей этого визита было получение отставки Смиглы-Радза с поста верховного главнокомандующего. 2 октября он отправился из страны в путешествие во Францию (через Югославию, Италию и Швейцарию).
На следующий день после прибытия в Париж, 6 октября 1939 года, Стефан Адам Замойский зарегистрировался на польском вокзале в казарме Бесьер. 22 октября 1939 года он вступил в лагерь польской армии в Коэтквидане. Первое назначение направило его в 1-ю пехотную (позже гренадерскую) дивизию. В декабре 1939 года он получил назначение на должность командира 3-й роты 2-го батальона 2-го пехотного полка. В феврале 1940 года вместе со всем вторым батальоном перешёл во вновь созданную отдельную бригаду Подгальских стрелков. 21 апреля 1940 года, в Плугастеле близ Бреста, перед погрузкой в путь в Норвегию, получил из рук Верховного главнокомандующего генерал-лейтенанта Владислава Сикорского звание ротмистра.
7 мая 1940 года бригада достигла Харстада, к северу от Нарвика. 16 мая 1940 года полубригаду СБСП, а вместе с ней и батальон Стефана Адама Замойского, перебросили на полуостров Анкенес. 28 мая 1940 года Замойский возглавил атаку своей 3-й роты на Анкенес-Хауген. В результате тяжелого немецкого обстрела рота понесла большие потери (около 50 погибших и раненых). В критический момент боя Замойский прикрывал отступление, забрасывая атакующих немцев гранатами (за этот поступок он был впоследствии награждён Серебряным крестом Военного ордена Virtuti Militari). В связи с критической оценкой командования Замойского, 30 мая 1940 года командир бригады генерал-майор Сигизмунд Шишко-Богуш вынес устное решение о переводе его с должности командира роты в распоряжение командира 2-й полубригады. В связи с завершающейся битвой за Нарвик, до реализации этого решения дело не дошло. 4 июня 1940 года второй батальон подгальских стрелков, с ротмистром Замойским, был эвакуирован морским путем из района Нарвика.
После остановки, 9-13 июня 1940 года, на Реде в шотландском Гурке, бригада подгальских стрелков отплыла в Брест, Франция, для участия в обороне так называемого «бретонского редута». Столкнувшись с крушением Франции и эвакуацией союзников, 18 июня 1940 года было принято решение командования бригады о роспуске подразделений. Ротмистр Стефан Адам Замойский по приказу свернул оборону занимаемого участка в районе населенного пункта Комбург. Поскольку ему не хватало средств передвижения, он остался с солдатами и повел группу подчиненных на юг, чтобы добраться до Нанта, а оттуда в Великобританию. Поскольку немцы 19 июня достигли линии Луары, марш группы ротмистра Замойского превратился в близкое наступление на юго-восток, через линию Луары (с форсированием этой реки восточнее Анже), в область Франции. За вывод войск за демаркационную линию и спасение их от плена в 1941 году был награждён Крестом доблестных.
Из Франции Стефан Замойский отправился, через Испанию и Португалию, в Великобританию. Из Ливерпуля он прибыл в район формирования польской армии в Шотландии. Попал в 1-й офицерский лагерь в Kirkcaldy, а затем на 3-недельную стажировку в 51-ю шотландскую дивизию. В ноябре 1940 года он был назначен на службу адъютантом начальника штаба Верховного Главнокомандующего. В том же месяце он занял посты — адъютанта (ординарного офицера) верховного главнокомандующего генерала Владислава Сикорского и начальника штаба Верховного Главнокомандующего. Участвовал во многих важных польско-британских переговорах. Сопровождал генерала Сикорскому в его первой поездке в США (март-май 1941 года).
В мае 1942 года Стефан Замойский направлен в Вашингтон на должность помощника военного атташе. Был связующим звеном главнокомандующего польскими вооруженными силами при главнокомандующем британской миссией в Вашингтоне маршалом сэром Джоном Диллом. В 1943 году он был направлен на работу в Combined Chiefs of Staff (CCS). Участвовал в многочисленных переговорах. Он также выполнял самостоятельные политические миссии. Был свидетелем по делу об убийствах в Катыни (23 апреля 1943 года беседовал в Вашингтоне на эту тему с заместителем военного атташе посольства СССР майором Павлом Бараевым. Содержание беседы он повторил в апреле 1952 года перед заседавшей в Лондоне Катынской комиссией Конгресса США, так называемой комиссией Мэддена). С января по конец марта 1944 года проходил курс американской высшей военной школы (Command and General Staff School армии США в Форт-Ливенворте, штат Канзас). В ноябре 1944 года вернулся в Великобританию, после чего на континенте принял на себя обязанности офицера связи при польской 1-й танковой дивизии генерала Станислава Мачека.

### 1945—1976 годы
Произведен в майоры 1 января 1945 года, в апреле того же года назначен заместителем начальника польской военной миссии при британской 21-й группе армий. Будучи гражданским фермером-коневодом, в октябре 1945 года Стефан Замойский получил назначение на должность директора польских конюшен в Германии (подполковник, 1946). Способствовал репатриации в Польшу около 2 тыс. породистых лошадей, угнанных немцами (в основном из британской зоны оккупации). В оккупационной зоне США в Германии он, много рискуя, спас (с сывороточных — фармацевтических заводов) около 60 венгерских породистых лошадей (в основном арабских) со конюшни в Барбольне. Он способствовал покупке в Великобритании для разведения в Польше чистокровных английских лошадей.
Остался в эмиграции. В 1946—1947 годах он служил в польском корпусе приемки и развертывания. Он был активным активистом многих эмигрантских учреждений, в основном в Лондоне. С начала 50-х гг. был членом Совета и почетным казначеем Исторического института имени генерала Сикорского. Был членом совета и исполнительного комитета польского социально-культурного центра, членом-основателем и делегатом польской стороны в European Liaison Group.
Поддерживал, также финансово, коллектив парижской «культуры». В Париже он заседал в совете Института Святого Казимира. Из семьи он заботился о парижском отеле Ламберт и о поляках-жителях Адампола (Полонезкёй) под Стамбулом.
Он был первым и давним председателем польского библиотечного совета (с 1966 года) и хранителем польской библиотеки в Лондоне. Способствовал её спасению (в середине 1960-х гг.). Был почетным казначеем Польского культурного фонда. В годы политических конфликтов в эмиграции он был ближе к центру президента августа Залесского. Однако он оставался представителем примирения эмиграции. Участвовал в реализации Катынского памятника в Лондоне (как член Катыньского Мемориального фонда).
С 1950-х годов Стефан Адам Замойский участвовал в передаче экспонатов в музеи Польши. Сыграл ключевую роль в передаче в Вавель исторического меча после короля Сигизмунда Старого (1963).
Работал консультантом в области коневодства. Подготовил (вместе с Казимиром Бобинским) произведение «Family Tables of Racehorses» (генеалогические таблицы чистокровных английских скакунов; 1953). Будучи членом Совета британского арабского конного общества, он был одним из основателей Всемирной организации, объединяющей чистокровных арабских лошадей — Всемирной Арабской организации лошадей (WAHO, 1970).
Организовал с нуля разведение арабских лошадей в Израиле (результатом многолетнего сотрудничества Замойского с израильскими заводчиками стало создание плавучего центра разведения чистокровных арабских лошадей в Национальном парке Рамат-Ган близ Тель-Авива). Несмотря на проблемы со здоровьем, в октябре 1976 года, будучи делегатом от израильского общества арабских лошадей, он участвовал в конференции WAHO в Сан-Франциско. Он умер там внезапно, 27 октября 1976 года посмертно награждён властями Республики Польский в изгнании крестом II класса (Командорским со Звездой) Ордена Возрождения Польши.
13 мая 1978 года урна с прахом подполковника графа Стефана Адама Замойского был помещена в Польше - в склепе коллегиального костёла в родовом гнезде Замойских, городе Замостье.

## Ордена и награды
- Серебряный Крест Военного Ордена « Virtuti Militari» 1940 № 8969
- Крест Доблести 1941
- Французская военная награда «Круа де Герр» 1941 года
- MBE (Member of the Most Excellent Order of the British Empire) 1946
- Злотый Крест Заслуг 1965
- Серебряный Почетный Знак Ассоциации Польских Ветеранов 1972
- Крест II класса (Командорский со Звездой) Ордена Возрождения Польши (посмертно) 1976

## Семья
От брака с Эльжбетой Чарторыйской у Стефана Адама Замойского было трое детей:
- Графиня Мария Хелена Замойская (род. 12 февраля 1940, Рим), замужем, детей нет
- Граф Здислав Клеменс Замойский (род. 25 сентября 1943, Вашингтон). С 1979 года женат на Вирджинии Эванс, от брака с которой у него два сына: Анджей (род. 1982) и Адам (род. 1984)
- Граф Адам Стефан Замойский (род. 11 января 1949, Нью-Йорк), женат и бездетен.